# Moristroma quercinum
Moristroma quercinum är en svampart som beskrevs av Nordén 2005. Enligt Catalogue of Life ingår Moristroma quercinum i släktet Moristroma, ordningen Chaetothyriales, klassen Eurotiomycetes, divisionen sporsäcksvampar och riket svampar, men enligt Dyntaxa är tillhörigheten istället släktet Moristroma, klassen Eurotiomycetes, divisionen sporsäcksvampar och riket svampar. Arten är reproducerande i Sverige. Inga underarter finns listade i Catalogue of Life.